# Great Wall King Kong Cannon
Great Wall King Kong Cannon (кит.: 長城 金刚炮) — полноразмерный пикап китайского автопроизводителя Great Wall Motors, выпускаемый с 2021 года. В линейке компании сменил Great Wall Wingle 7, модель стоит ниже флагмана Great Wall Pao.

## Описание

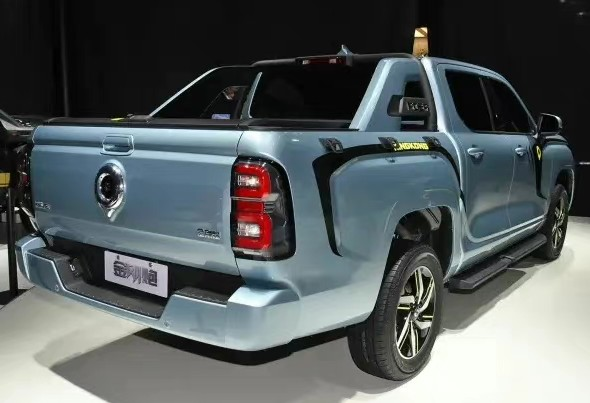
Вид сзади

Автомобиль Great Wall King Kong дебютировал в ноябре 2021 года на Auto Guangzhou. Концепт-кар был представлен на выставке Auto Shanghai 2021 под названиями GWM X-Pao или GWM X Cannon.
Автомобиль выпускается как с короткой, так и с удлинённой колёсной базой. Его грузоподъёмность составляет 500 кг. Автомобиль произведён на базе агрегатов среднеразмерного пикапа Great Wall Pao.
Также автомобиль оснащается бензиновыми и дизельными двигателями внутреннего сгорания объёмом 2 литра. Мощность бензинового двигателя составляет 197 л. с., а дизельного 165 л. с. В России, кроме механической, шестиступенчатой трансмиссии, доступна восьмиступенчатая автоматическая трансмиссия.

## На рынке России[10][11]
На рынке России модель, сменив в линейке Great Wall Wingle 7, поступила в продажу в апреле 2023 года и до конца года была реализована числом 1486 шт., став лидером по продажам новых пикапов в России.
Доступен в двух комплектациях – Comfort и Elite – стоимостью 2 млн 799 тыс. и 2 млн 999 тыс. рублей соответственно.